# اسلیپ

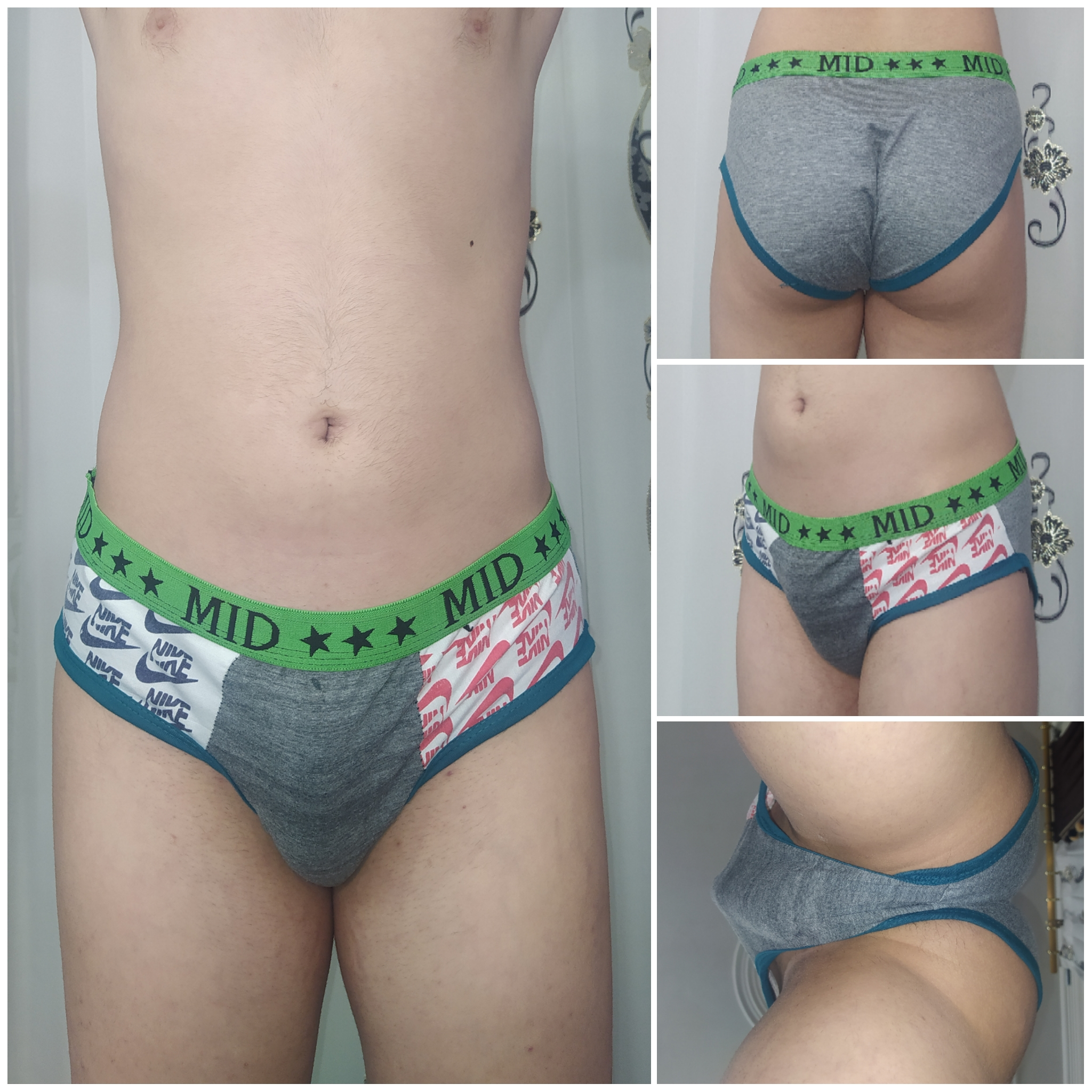
نمای جلو، عقب، پهلو و پایین اسلیپ مردانه.

اسلیپ (به فرانسوی: slip) نوعی از لباس زیر و لباس شنای تنگ کوتاه‌است. اسلیپ اولین بار در ۱۹۳۵ در شیکاگو برای فروش عرضه شد 